# Dinos Dimopoulos
Dinos Dimopoulos (in greco Ντίνος Δημόπουλος?; Arta, 22 agosto 1921 – Atene, 28 febbraio 2003) è stato uno sceneggiatore, regista e regista teatrale greco.

## Biografia
Dal 1953 al 1993 dirige quarantasette pellicole cinematografiche, scrivendo inoltre testi teatrali e rappresentandoli sul palcoscenico.

## Filmografia
- Astero (1959)
- Madalena (1960)

## Premi e riconoscimenti

### Festival di Berlino
- 1959: - Nominato all'Orso d'oro per Astero

### Festival di Cannes
- 1961: - Nominato alla Palma d'oro per Madalena